# Estadio Nacional de Brasilia Mané Garrincha
El Estadio Nacional de Brasilia Mané Garrincha, denominado comercialmente como Arena BRB Mané Garrincha, es un recinto deportivo multiusos ubicado en la ciudad brasiliense de Brasilia, Brasil. Las instalaciones son propiedad del Departamento de Deportes, Educación Física y Recreación del Distrito Federal y llevan el nombre del mítico futbolista Garrincha. Fue inaugurado en 1974 y tras la última remodelación, de 2013, cuenta con una capacidad de 72 800 espectadores sentados.
El estadio se utiliza principalmente para partidos de fútbol. Allí se realizan los partidos importantes de los principales clubes del Distrito Federal, tales como Gama, Brasiliense y Brasília. El Estadio Nacional fue una de las sedes de la Copa FIFA Confederaciones 2013, la Copa Mundial de Fútbol de 2014, los Juegos Olímpicos de Río de Janeiro 2016 y la Copa América 2021. También será unas de las sedes de la Copa Mundial Femenina de Fútbol de 2027.
También ha sido utilizado para conciertos musicales de RBD, Shakira, Beyoncé, Legião Urbana, Iron Maiden, Aerosmith, Lenny Kravitz, Black Eyed Peas, Katy Perry y NCT 127.

## Historia

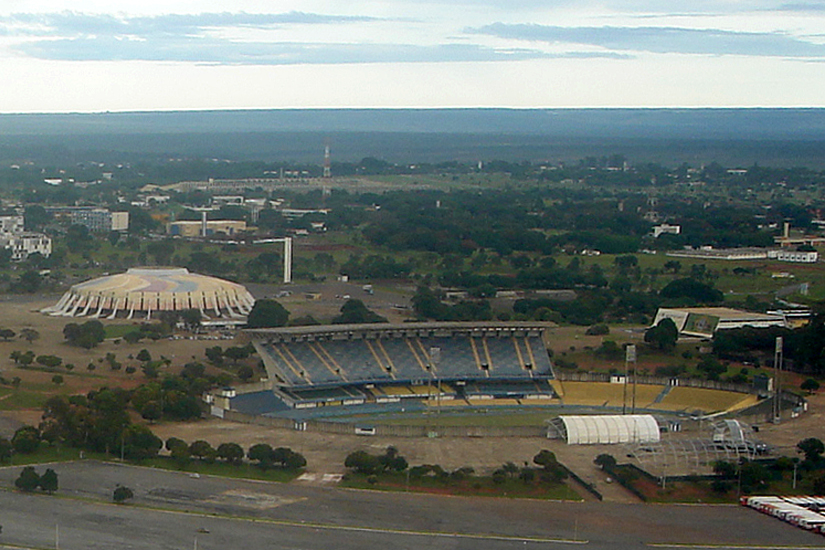
Estadio Nacional en 2006

El estadio fue inaugurado en 1974, su nombre original era Estadio Gobernador Hélio Prates da Silveira y hacía parte del Complejo Polideportivo Presidente Médici. En el primer partido se enfrentaron Corinthians y CEUB CE. El resultado fue favorable para el Corinthians que ganó 2 a 1 siendo Vaguinho el autor del primer gol. El nombre actual de Mané Garrincha lo recibió durante la década de 1980, en homenaje al destacado futbolista brasilero que ganó dos veces el mundial de fútbol, reconocido como el 8º mejor jugador del siglo XX.
El 2 de marzo de 1996 albergó el último concierto de la legendaria banda brasileña Mamonas Assassinas; después del espectáculo el grupo sufrió un accidente de avión que no dejó sobrevivientes.
El día 20 de diciembre de 1998 fue cuando se registró la mayor asistencia de público al estadio habiendo unas 51 000 personas, para ver el éxito y el ascenso a la Serie A del Sociedade Esportiva do Gama frente al Londrina EC por 3-0.
El 8 de diciembre de 2007 se celebró en el estadio la primera final de la Copa de Brasil de Fútbol Femenino.

## Copa Mundial de Fútbol de 2014

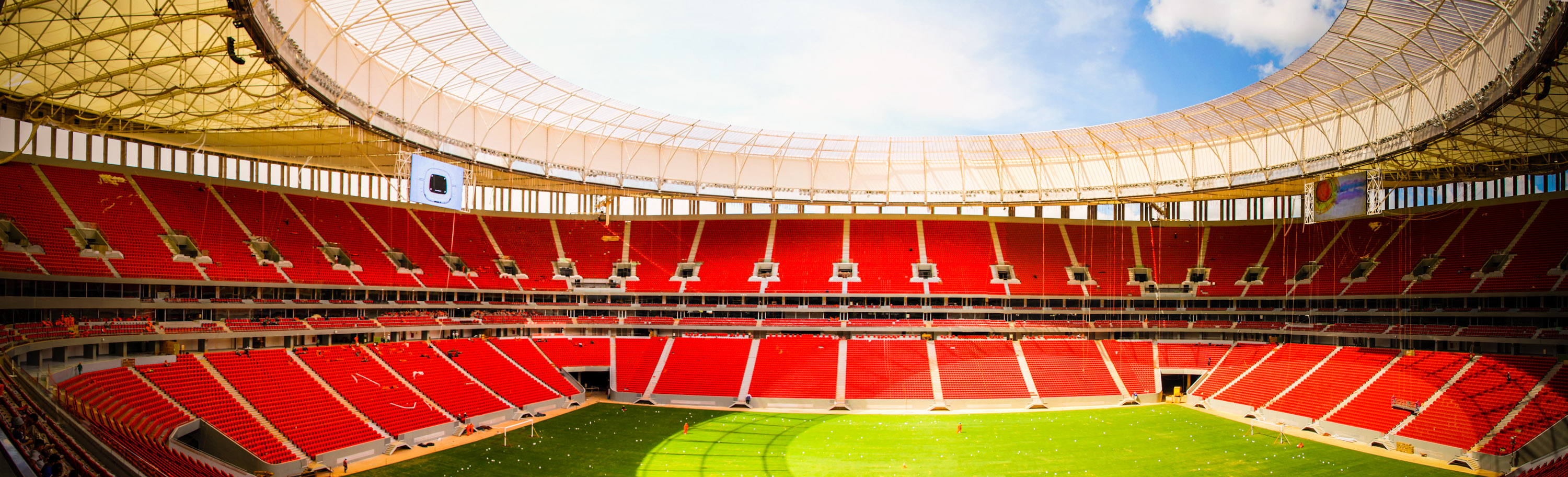
Vista panorámica del interior del estadio después de la finalización de la reconstrucción

El estadio Mané Garrincha fue reformado a partir de 2010 para dar paso al nuevo Estadio Nacional de Brasilia Mané Garrincha, con el que se incrementó la capacidad  de 45 000 a 71 400 espectadores con el fin de cumplir con los requisitos establecidos por la FIFA para la Copa Mundial de Fútbol de 2014. Se preveía que el costo de la remodelación sería de US$ 300 millones, pero finalmente el proyecto triplicó esa cifra y alcanzó los US$ 900 millones.

### Instalación fotovoltaica
Tras la remodelación, el estadio Mané Garrincha cuenta en su cubierta con una instalación de paneles solares. El sistema, de 2,5 MW de potencia, permite abastecer el estadio mediante energía solar fotovoltaica. Se prevé que el sistema cubra aproximadamente el 50% de la demanda energética del estadio, inyectándose la electricidad restante a la red eléctrica local.
Otros estadios de la Copa Mundial de Fútbol de 2014 donde se han instalado paneles solares son el Estadio Maracaná de Río de Janeiro, el Itaipava Arena de Pernambuco y el Estadio Mineirão de Belo Horizonte.

## Eventos

### Copa FIFA Confederaciones 2013

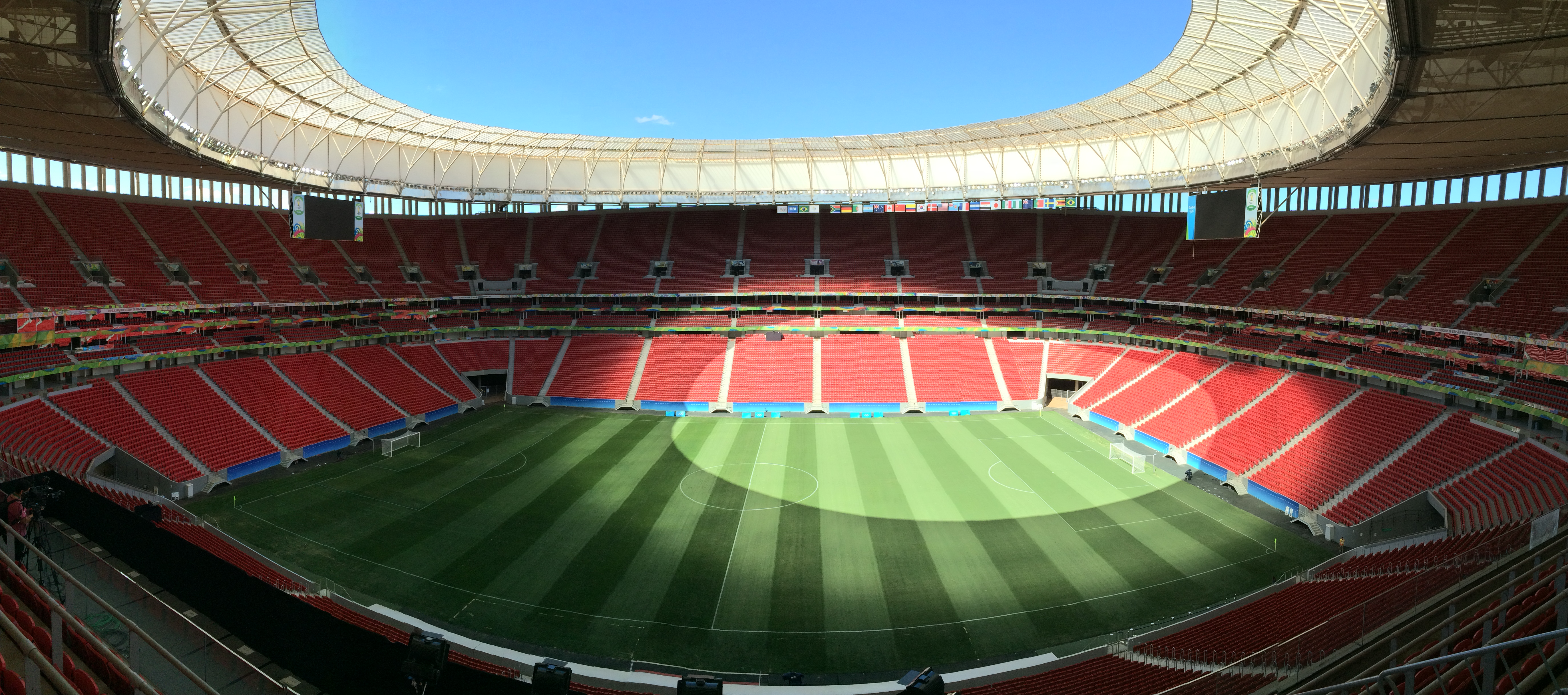
Interior del estadio

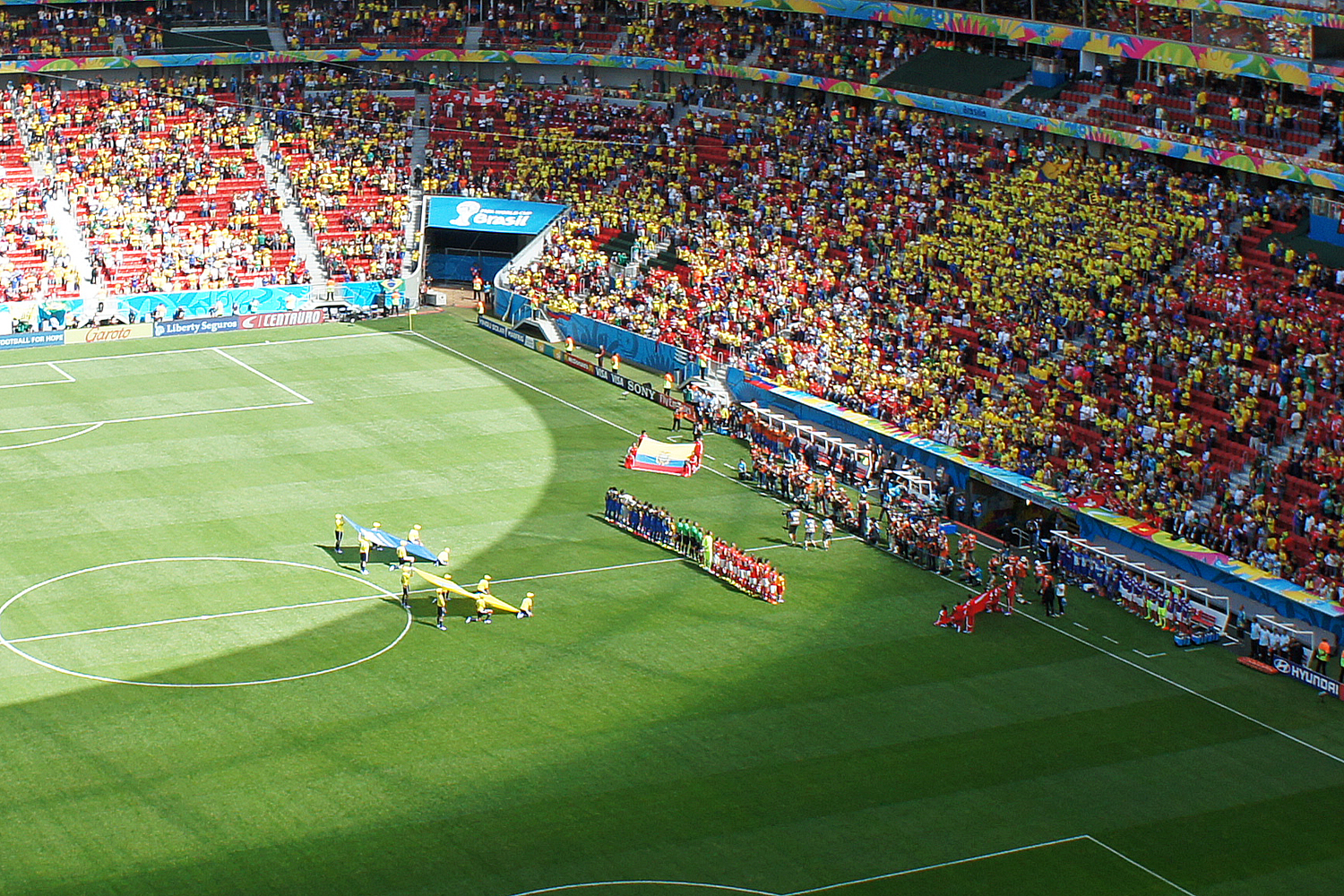
Primer partido en el Mané Garrincha de la Copa Mundial de Fútbol de 2014, Suiza-Ecuador, 15 de junio de 2014

El Estadio Nacional fue uno de los seis estadios elegidos para albergar encuentros de la Copa FIFA Confederaciones 2013, que se disputó en junio de 2013 en Brasil. Solamente se jugó un único encuentro, el partido de apertura:
| Fecha               | Hora  | Fase         | Equipo |                   | Resultado |                  | Equipo | Espectadores |
| ------------------- | ----- | ------------ | ------ | ----------------- | --------- | ---------------- | ------ | ------------ |
| 15 de junio de 2013 | 16:00 | Primera fase | Brasil | Bandera de Brasil | 3–0       | Bandera de Japón | Japón  | 67 423       |

### Copa Mundial de Fútbol 2014
Este estadio fue una de las sedes de la Copa Mundial de Fútbol 2014. Albergó los siguientes siete partidos:
| Fecha               | Equipo #1 | Resultado | Equipo #2       | Ronda                 | Espectadores |
| ------------------- | --------- | --------- | --------------- | --------------------- | ------------ |
| 15 de junio de 2014 | Suiza     | 2–1       | Ecuador         | Primera fase, Grupo E | 68 351       |
| 19 de junio de 2014 | Colombia  | 2–1       | Costa de Marfil | Primera fase, Grupo C | 68 748       |
| 23 de junio de 2014 | Brasil    | 4–1       | Camerún         | Primera fase, Grupo A | 69 112       |
| 26 de junio de 2014 | Portugal  | 2–1       | Ghana           | Primera fase, Grupo G | 67 540       |
| 30 de junio de 2014 | Francia   | 2–0       | Nigeria         | Octavos de final      | 67 882       |
| 5 de julio de 2014  | Argentina | 1–0       | Bélgica         | Cuartos de final      | 68 551       |
| 12 de julio de 2014 | Brasil    | 0–3       | Países Bajos    | Tercer lugar          | 68 034       |

### Juegos Olímpicos 2016
El Estadio Nacional de Brasília fue una de las sedes del torneo de fútbol de los Juegos Olímpicos de Río de Janeiro 2016. Se realizaron 10 partidos, incluyendo un total de 9 juegos eliminatorios de la competencia femenina y masculina, y los cuartos de final de la categoría masculina. Los partidos se realizaron entre el 4 y 13 de agosto de 2016.

### Copa América 2021
El estadio albergo ocho partidos de la Copa América 2021, incluyendo el partido inaugural entre Brasil y Venezuela.
| Fecha               | Equipo #1 | Resultado    | Equipo #2 | Ronda                 | Espectadores |
| ------------------- | --------- | ------------ | --------- | --------------------- | ------------ |
| 13 de junio de 2021 | Brasil    | 3–0          | Venezuela | Primera fase, Grupo B | 0            |
| 18 de junio de 2021 | Argentina | 1–0          | Uruguay   | Primera fase, Grupo A | 0            |
| 21 de junio de 2021 | Argentina | 1–0          | Paraguay  | Primera fase, Grupo A | 0            |
| 24 de junio de 2021 | Chile     | 0–2          | Paraguay  | Primera fase, Grupo A | 0            |
| 27 de junio de 2021 | Venezuela | 0–1          | Perú      | Primera fase, Grupo B | 0            |
| 3 de julio de 2021  | Uruguay   | 0–0 (2-4 p.) | Colombia  | Cuartos de final      | 0            |
| 6 de julio de 2021  | Argentina | 1–1 (3-2 p.) | Colombia  | Semifinal             | 0            |
| 9 de julio de 2021  | Colombia  | 3–2          | Perú      | Tercer lugar          | 0            |

## Reconocimientos

### Estadios mundialistas
El estadio se encuentra entre los diez escenarios vigentes de América del Sur con más partidos recibidos de la Copa del Mundo.
| N.º | Estadio                  | Ubicación                | Ediciones  | Partidos mundialistas | Propietario                             |
| --- | ------------------------ | ------------------------ | ---------- | --------------------- | --------------------------------------- |
| 1°  | Maracaná                 | Río de Janeiro, Brasil   | 1950, 2014 | 15                    | Estado de Río de Janeiro                |
| 2°  | Centenario               | Montevideo, Uruguay      | 1930       | 10                    | Intendencia de Montevideo               |
| 2°  | Julio Martínez Prádanos  | Santiago de Chile, Chile | 1962       | 10                    | Instituto Nacional de Deportes de Chile |
| 4°  | Antonio Vespucio Liberti | Buenos Aires, Argentina  | 1978       | 9                     | Club Atlético River Plate               |
| 5°  | Sausalito                | Viña del Mar, Chile      | 1962       | 8                     | Ilustre Municipalidad de Viña del Mar   |
| 5°  | Mario Alberto Kempes     | Córdoba, Argentina       | 1978       | 8                     | Provincia de Córdoba                    |
| 7°  | Estadio Carlos Dittborn  | Arica, Chile             | 1962       | 7                     | Club Deportivo San Marcos de Arica      |
| 7°  | El Teniente              | Rancagua, Chile          | 1962       | 7                     | Codelco                                 |
| 7°  | Mané Garrincha           | Brasilia, Brasil         | 2014       | 7                     | Distrito Federal                        |
| 10° | Gran Parque Central      | Montevideo, Uruguay      | 1930       | 6                     | Club Nacional de Football               |